# Ashburton Central
Ashburton Central est une banlieue centrale et un centre d’affaires de la cité d’Ashburton, située dans le district d’Ashburton et dans la région de Canterbury dans l'île du Sud de la Nouvelle-Zélande.

## Histoire
Deux personnes furent tuées et deux autres moururent durant une fusillade au bureau du Work and Income (en) dans Ashburton Central le 1er septembre 2014.
Tuarangi Home (en), situé à Ashburton Central, est un hôpital public, géré par le comité pour la santé du district de Canterbury (en).
Il dispose de  37 lits et propose des services de soins gériatriques, psycho-gériatriques, de soins en maison de repos, des soins contre la démence et des services médicaux.

## Démographie
Le secteur d’Ashburton Central couvre  2,56 km2 et a une population estimée à 160 habitants en juin 2022 avec une densité de population de 63 personnes par km2.
Ashburton Central a une population de 141 habitants lors du recensement néo-zélandais de 2018, en diminution de six personnes (-4,1 %) depuis le recensement de 2013, et en diminution de 21 personnes (-13 %) par rapport à celui de 2006.
Il y a 66 logements avec 75 hommes et 63 femmes, donnant un sexe- ratio de 1,19 homme pour une femme.
L’âge médian est de 53,6 ans (comparé avec les 37,4 ans au niveau national), avec 15 personnes (10,6 %) âgées de moins de 15 ans, 27 personnes (19,1 %) âgées de 15 à 29 ans, 54 personnes (38,3 %) âgées de 30 à 64 ans et 45 personnes (31,9 %) âgées de 65 ans ou plus.
L’ethnicité est pour 85,1 % européens/Pākehā, 4,3 % maoris, 14,9 % personnes du  Pacifique, 4,3 % d’origine asiatique et 2,1 % d’une autre ethnicité (le total peut faire plus de 100 % dans la mesure où une personne peut s’identifier avec de multiples ethnicité en fonction de sa parenté).
La proportion de personnes nées outre-mer est de 19,1 %, comparée avec les 27,1 % au niveau national.
Bien que certaines personnes refusent de donner leur religion, 34 % n’ont aucune religion, 57,4 % sont chrétiens, 2,1 % sont hindouistes, 2,1 % sont musulmans et 4,3 % ont une autre religion.
Parmi ceux d’au moins 15 ans d’âge, 21 personnes (16,7 %) ont une licence ou un degré supérieur et 30 personnes (23,8 %) n’ont aucune qualification formelle.
Le revenu médian est de 31100 $, comparé avec les 31800 $ au  niveau national.
Le statut d’emploi de ceux d’au moins 15 ans d’âge est pour 54 personnes (42,9 %) un emploi à plein temps, pour 15 personnes (11,9 %) un emploi à temps partiel et 6 personnes  (4,8 %) sont sans emploi.